# Liste der Mitglieder der National Academy of Sciences/1908
Im Jahr 1908 wählte die National Academy of Sciences der Vereinigten Staaten 14 Personen zu ihren Mitgliedern.

## Neugewählte Mitglieder
- Svante A. Arrhenius (1859–1927)
- Charles Barrois (1851–1939)
- William B. Clark (1860–1917)
- Edwin G. Conklin (1863–1952)
- Charles W. Cross (1854–1949)
- Simon Flexner (1863–1946)
- Edwin Frost (1866–1935)
- William Hillebrand (1853–1925)
- Joseph Larmor (1857–1942)
- Ernest Nichols (1869–1924)
- Ivan P. Pavlov (1849–1936)
- Theobald Smith (1859–1934)
- William Edward Story (1850–1930)
- Hugo R. von Seeliger (1849–1924)